# La Légende du saint buveur (nouvelle)
Pour le film, voir La Légende du saint buveur (film).
La Légende du saint buveur (en allemand Die Legende vom heiligen Trinker) est la dernière œuvre de Joseph Roth (1894-1939). Il s'agit d'une nouvelle d'une trentaine de pages publiée en 1939, à titre posthume, par Allert de Lange Verlag, l'un des principaux éditeurs de l'Exilliteratur, à Amsterdam.
L'histoire met en scène un vagabond alcoolique, Andreas, qui s'efforce de rendre une somme d'argent mais n'y parvient pas en raison de son addiction. Joseph Roth a écrit ce texte alors qu'il vivait ses derniers mois en exil à Paris, aux prises avec la pauvreté et l'alcoolisme.
L'œuvre a été adaptée à l'écran par Ermanno Olmi en 1988, sous le même titre, et le film a remporté le Lion d'or à la Mostra de Venise.
Une pièce de théâtre en langue française en a également été tirée en 2020 par Christophe Malavoy.

## Résumé
À Paris, en 1934, Andreas Kartak, un ancien mineur de Silésie, dort sous les ponts de la Seine après avoir fait de la prison pour meurtre. C’est là qu’il est abordé un soir de printemps par un homme « fort bien mis et d’âge mûr » qui lui prête 200 francs, somme importante pour l’époque, à condition qu’il les restitue le plus tôt possible à la « petite sainte Thérèse », c’est-à-dire au prêtre de l’église Sainte-Marie des Batignolles, où se trouve une statue de Thérèse de Lisieux.
Andreas le clochard, buveur incurable mais « homme d’honneur », voudrait rendre l’argent mais il le dépense en boisson, retrouve miraculeusement 1000 francs puis les dilapide de la même façon, soumis au hasard de ses rencontres avec divers personnages qui le renvoient sans cesse à son passé.
Le thème de la grâce est ici traité à la manière d'un conte, sur un mode à la fois onirique et ironique où alternent la puissance de la tentation, la volonté de rédemption et la conscience de sa propre déchéance. Andreas craignait les miroirs, écrit Roth, « car il n'était pas bon de constater de ses propres yeux sa propre déchéance. Et tant que l'on n'y était pas obligé, cela revenait à peu de chose près à n'avoir pas de visage du tout ou à avoir celui d'avant la déchéance ». La fin tragique du récit laisse néanmoins transparaître une forme d'espoir lors de la mort d'Andreas, sanctifié par une vision qui n'est qu'une illusion. L'auteur conclut par cette dernière phrase en forme de prière : « Dieu nous accorde à nous tous, les buveurs, une mort aussi légère, aussi belle. »

## Traduction française
- Joseph Roth, La Légende du saint buveur, éditions du Seuil, 1986  (ISBN 2020093405)